# Saint-Henri

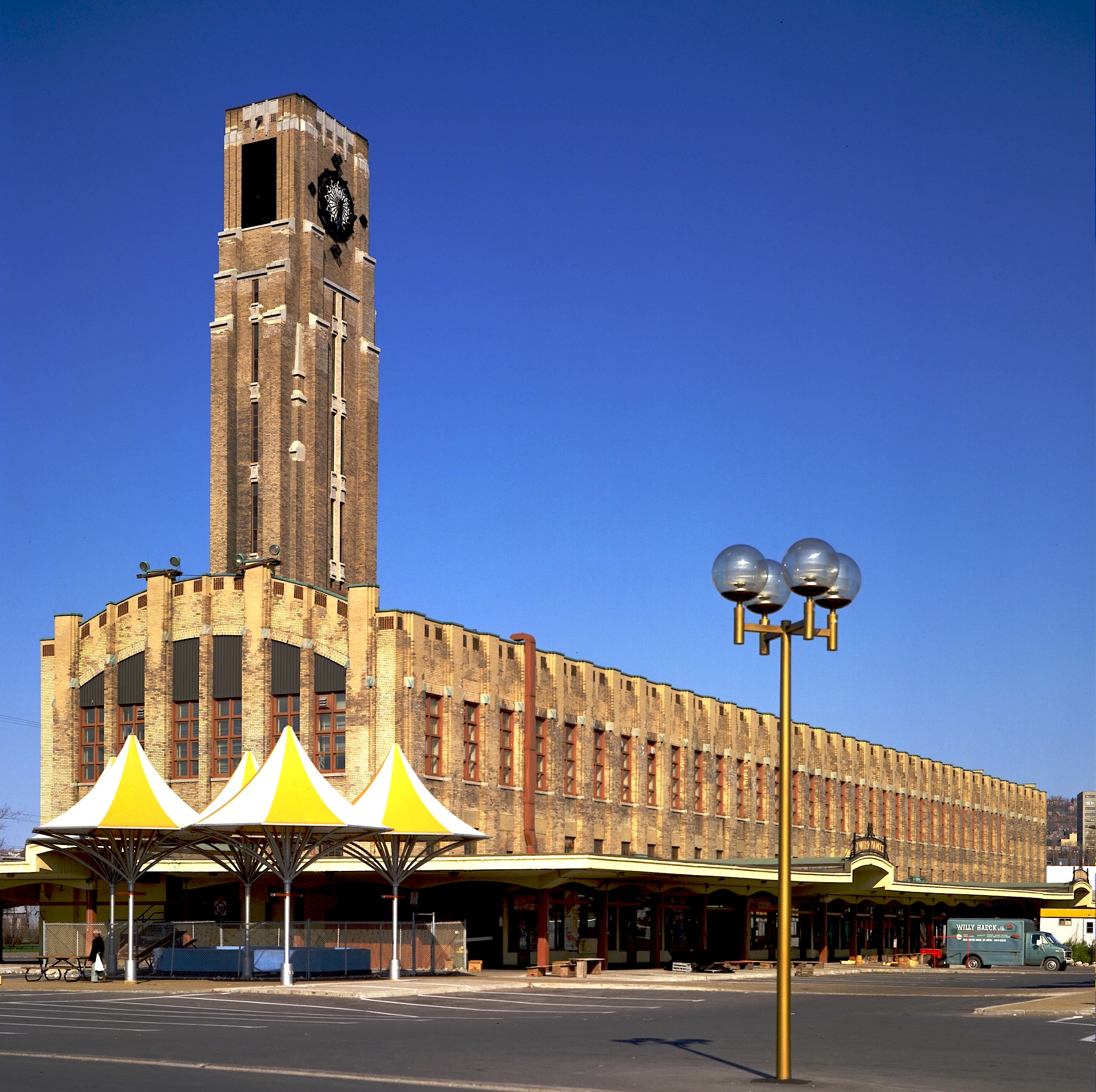
Il mercato

Saint-Henri è un quartiere a sud-ovest di Montreal in Canada nel borough di Le Sud-Ouest.
Saint-Henri è circondato a est dalla Atwater Avenue, a ovest dall'autostrada Autoroute 15, a nord dalla Autoroute 720 e a sud dal canale Lachine.